# Kępice (Mazovie)
Pour les articles homonymes, voir Kępice (homonymie).
Kępice (prononciation : [kɛmˈpit͡sɛ]) est un village polonais de la gmina de Sieciechów dans le powiat de Kozienice de la voïvodie de Mazovie dans le centre-est de la Pologne.
Il se situe à environ 3 kilomètres au nord-est de Sieciechów (siège de la gmina), 15 kilomètres à l'est de Kozienice (siège du powiat) et à 91 kilomètres au sud-est de Varsovie (capitale de la Pologne).
Le village possède approximativement une population de 175 habitants en 2006.

## Histoire
De 1975 à 1998, le village appartenait administrativement à la voïvodie de Radom.